# The Heart of Saturday Night
| Recensione              | Giudizio        |
| ----------------------- | --------------- |
| AllMusic                |                 |
| Robert Christgau        | C+              |
| Debaser                 |                 |
| Sputnikmusic            | 4.0 (Excellent) |
| Piero Scaruffi          |                 |
| Ondarock                |                 |
| Dizionario del Pop-Rock |                 |
| 24.000 dischi           |                 |

The Heart of Saturday Night è il secondo album del cantautore statunitense Tom Waits, pubblicato dalla casa discografica Asylum Records nell'ottobre 1974.
La rivista Rolling Stone l'ha inserito al 339º posto della sua lista dei 500 migliori album.

## Tracce

### LP
Lato A
Testi e musiche di Tom Waits.
1. New Coat of Paint – 3:20
2. San Diego Serenade – 3:25
3. Semi Suite – 3:22
4. Shiver Me Timbers – 4:21
5. Diamonds on My Windshield – 3:10
6. (Looking For) The Heart of Saturday Night – 3:50

Lato B
Testi e musiche di Tom Waits.
1. Fumblin' with the Blues – 2:59
2. Please Call Me Baby – 4:23
3. Depot, Depot – 3:42
4. Drunk on the Moon – 5:05
5. The Ghosts of Saturday Night (After Hours at Napoleone's Pizza House) – 3:17

## Musicisti
New Coat of Paint
- Tom Waits – voce, piano elettrico
- Arthur Richards – chitarra elettrica
- Mike Melvoin – piano
- Jim Hughart – contrabbasso
- Jim Gordon – batteria

San Diego Serenade
- Tom Waits – voce, piano
- Mike Melvoin – arrangiamenti, conduttore orchestra
- Arthur Richards – chitarra elettrica
- Jim Hughart – contrabbasso, basso elettrico
- Jim Gordon – batteria
- Bones Howe – percussioni

Semi Suite
- Tom Waits – voce, piano
- Arthur Richards – chitarra elettrica
- Tom Scott – sassofono tenore
- Oscar Brashear – tromba
- Jim Hughart – contrabbasso
- Jim Gordon – batteria

Shiver Me Timbers
- Tom Waits – voce, piano
- Mike Melvoin – arrangiamenti, conduttore orchestra
- Arthur Richards – chitarra acustica
- Jim Hughart – basso

Diamonds on My Windshield
- Tom Waits – voce
- Jim Hughart – contrabbasso
- Jim Gordon – batteria

(Looking For) The Heart of Saturday Night
- Tom Waits – voce, chitarra acustica
- Jim Hughart – contrabbasso
- Jim Gordon – percussioni (knee slap e foot tap)

Fumblin' with the Blues
- Tom Waits – voce, piano
- Arthur Richards – chitarra elettrica
- Mike Melvoin – piano elettrico
- Oscar Brashear – tromba
- Tom Scott – clarinetto
- Jim Hughart – contrabbasso
- Jim Gordon – batteria

Please Call Me Baby
- Tom Waits – voce, piano
- Mike Melvoin – arrangiamenti, conduttore orchestra
- Jim Hughart – contrabbasso
- Jim Gordon – batteria

Depot, Depot
- Tom Waits – voce, piano
- Arthur Richards – chitarra
- Tom Scott – sassofono tenore
- Oscar Brashear – tromba
- Jim Hughart – contrabbasso
- Jim Gordon – batteria

Drunk on the Moon
- Tom Waits – voce, piano
- Tom Scott – sassofono tenore
- Oscar Brashear – tromba
- Jim Hughart – contrabbasso
- Jim Gordon – batteria

The Ghosts of Saturday Night (After Hours at Napoleone's Pizza House)
- Tom Waits – voce, piano
- Jim Hughart – contrabbasso

Note aggiuntive
- Bones Howe – produttore (per la Mr. Bones Productions, Inc.)
- Pamela Vale – coordinatrice alla produzione
- Registrazioni effettuate al Wally Heider Recording Studio di Hollywood, California
- Bones Howe – ingegnere delle registrazioni
- Geoff Howe – secondo ingegnere delle registrazioni
- Mastering effettuato al Elektra Sound Recorders di Los Angeles, California da Terry Dunavan
- Cal Schenkel – art direction copertina album
- Napoleon (Lynn Lascaro) – illustrazione copertina album
- Scott Smith – foto copertina album[10]